# Diretor-Geral do Kuomintang
O Diretor-Geral do Partido Nacionalista da China ou apenas Diretor-Geral do Kuomintang foi o mais alto cargo da liderança do Partido Nacionalista da China (Kuomintang) e o líder absoluto da República da China durante a Segunda Guerra Sino-Japonesa; O Cargo foi dissolvido após o fim da Lei Marcial na República da China, mas Chiang Kai-Shek (único incumbente do cargo) permaneceu como Eterno Diretor-Geral do partido. O Cargo foi criado em 1938 durante o Congresso Nacional Extraordinário do Kuomintang e deu ínicio de fato a um governo totalitário na China Nacionalista, que até aquele momento era socialista.